# Géza Wittmann
Géza Wittmann (Polgárdi, 14 settembre 1961) è un allenatore di calcio ed ex calciatore ungherese, di ruolo centrocampista.

## Biografia
Suo figlio Krisztián Wittmann è un cestista della nazionale ungherese.

## Carriera

### Calciatore
Ha totalizzato 111 presenze e 11 reti nella massima divisione ungherese fra il 1981 e il 1989. La sua carriera si è svolta principalmente nel Videoton con cui disputò anche sette incontri durante l'edizione 1984-1985 della Coppa UEFA, divenendo l'autore del gol del retour match dei quarti di finale contro il Manchester Utd e del cross che portò Lajos Májer al gol nella finale di ritorno. 

### Dopo il ritiro
Conclusa la carriera di calciatore, negli anni novanta ricoprì a più riprese il ruolo di vice-allenatore del Videoton.

## Statistiche

### Presenze e reti nei club
| Stagione        | Squadra            | Campionato      | Campionato | Campionato | Coppe nazionali | Coppe nazionali | Coppe nazionali | Coppe continentali | Coppe continentali | Coppe continentali | Totale | Totale |
| Stagione        | Squadra            | Comp            | Pres       | Reti       | Comp            | Pres            | Reti            | Comp               | Pres               | Reti               | Pres   | Reti   |
| --------------- | ------------------ | --------------- | ---------- | ---------- | --------------- | --------------- | --------------- | ------------------ | ------------------ | ------------------ | ------ | ------ |
| 1981-1982       | Videoton           | NB I            | 1          | 0          | MK              | 0               | 0               | CU                 | 0                  | 0                  | 1      | 0      |
| 1982-1983       | Videoton           | NB I            | 0          | 0          | MK              | 0               | 0               | -                  | -                  | -                  | 0      | 0      |
| 1983            | Honvéd Szabó Lajos | NB II           | 5          | 0          | ?               | ?               | ?               | -                  | -                  | -                  | 5+     | 0+     |
| 1983-1984       | Videoton           | NB I            | 9          | 0          | MK              | 0               | 0               | -                  | -                  | -                  | 20     | 6      |
| 1984-1985       | Videoton           | NB I            | 17         | 0          | MK              | 2               | 0               | CU                 | 7                  | 1                  | 32     | 3      |
| 1985-1986       | Videoton           | NB I            | 17         | 0          | MK              | 2               | 0               | CU                 | 0                  | 0                  | 19     | 0      |
| 1986-1987       | Videoton           | NB I            | 19         | 3          | MK              | 5               | 2               | -                  | -                  | -                  | 24     | 5      |
| 1987-1988       | Videoton           | NB I            | 22         | 0          | MK              | 4               | 1               | -                  | -                  | -                  | 26     | 1      |
| Totale Videoton | Totale Videoton    | Totale Videoton | 85         | 3          |                 | 13              | 3               |                    | 7                  | 1                  | 124    | 10     |
| 1988-1989       | Zalaegerszeg       | NB I            | 26         | 8          | MK              | ?               | ?               | -                  | -                  | -                  | 24+    | 2+     |
| Totale carriera | Totale carriera    | Totale carriera | 114        | 28         |                 | 13+             | 3+              |                    | 7                  | 1                  | 143+   | 35+    |